# بيد بيدك (سورماغ)
بيد بيدك (بالفارسية: بیدبیدک) هي قرية تقع في إيران في الناحية المركزية، قسم سورماغ الريفي. سُجات في إحصاء عام 2006 ميلادية ولم تُسجل أي معلومات عن عدد سكانها.